# Brenda Wadworth
Brenda Wadworth, född 26 november 1885, död 28 januari 1962, var en brittisk bågskytt. Hon deltog vid olympiska sommarspelen 1908.